# Dorothea Volk

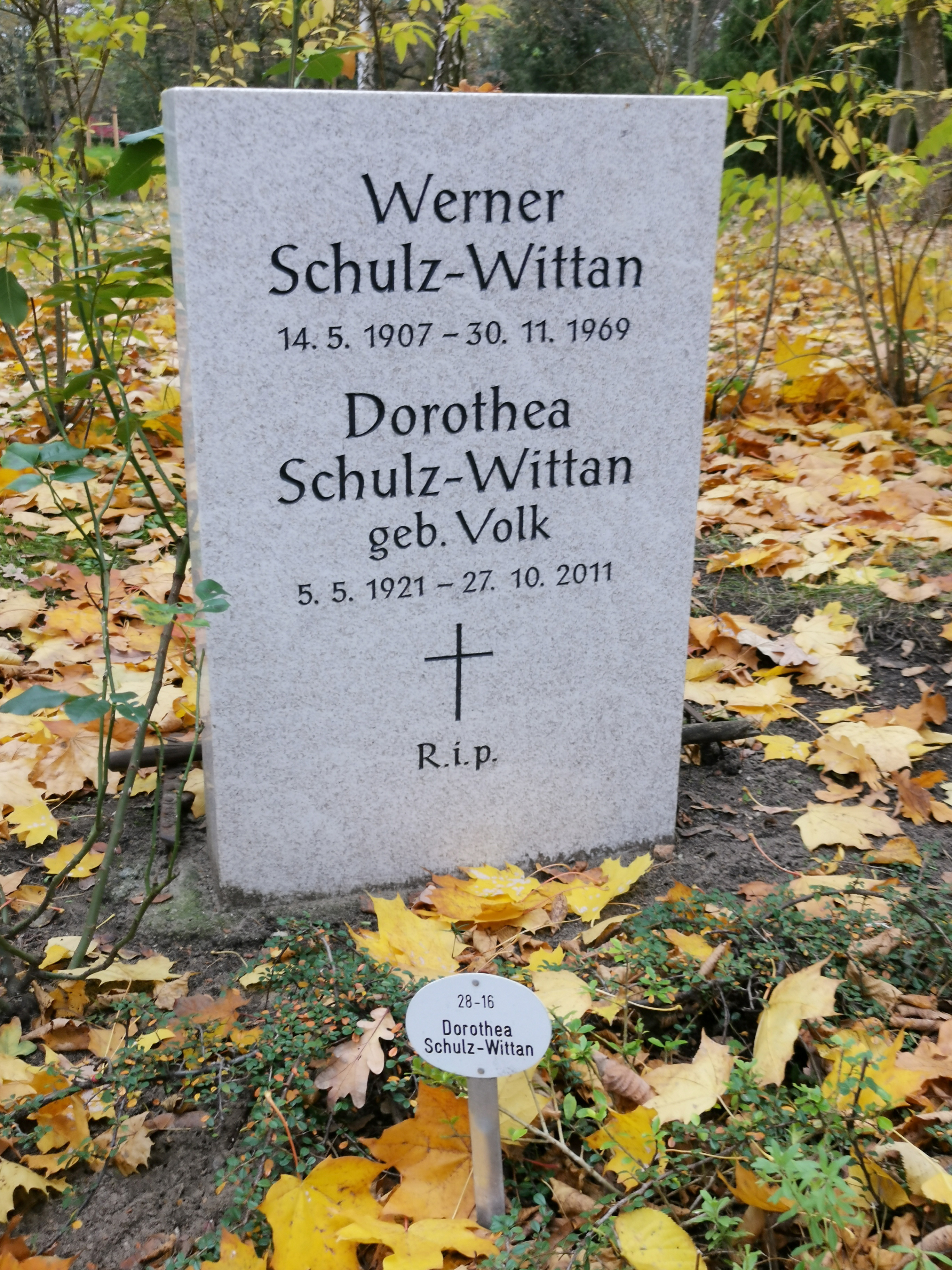
Grab auf dem Friedhof Pankow III, Feld 28-16

Dorothea Volk (* 5. Mai 1921 in Siegenburg; † 27. Oktober 2011) war eine deutsche Schauspielerin.

## Leben
Dorothea Volk kam nach ihrer künstlerischen Ausbildung in München über Engagements in München, Altenburg, Jena, Gera, Leipzig an das Berliner Maxim-Gorki-Theater. Sie wirkte auch als Schauspielerin in vielen Filmen der DEFA und des Fernsehens mit.
Dorothea Volk war mit dem Regisseur und Schauspieler Werner Schulz-Wittan verheiratet. Im Oktober 2011 starb sie im Alter von 90 Jahren.

## Filmografie
- 1957: Alter Kahn und junge Liebe
- 1957: Spielbank-Affäre
- 1960: Trübe Wasser
- 1960: Fernsehpitaval: Der Fall Dibelius – Schnoor (Fernsehreihe)
- 1962: Freispruch mangels Beweises
- 1964: Der geteilte Himmel
- 1965: Das Kaninchen bin ich
- 1967: Ein Lord am Alexanderplatz
- 1967: Die Fahne von Kriwoj Rog
- 1970: Jeder stirbt für sich allein (Fernsehfilm, 3 Teile)
- 1972: Der Dritte
- 1972: Die Bilder des Zeugen Schattmann (Fernseh-Vierteiler)
- 1972: Die große Reise der Agathe Schweigert (Fernsehfilm)
- 1975: Der Staatsanwalt hat das Wort: Hilfe für Maik (Fernsehreihe)
- 1977: Zur See (Fernsehserie 3. Folge)
- 1980: Die Verlobte
- 1983: Es geht einer vor die Hunde (Fernsehfilm)
- 1988: In einem Atem

## Theater
- 1950: Sophokles: Antigone – Regie: Heinrich Voigt (Städtische Theater Leipzig – Schauspielhaus)
- 1952: Boris Lawrenjow: Für die auf See (Frau Borowski) – Regie: Maxim Vallentin (Maxim-Gorki-Theater Berlin)
- 1953: Julius Hay: Energie (Sekretärin) – Regie: Otto Lang (Maxim-Gorki-Theater Berlin)
- 1953: Anatolij Surow: Das grüne Signal (Lena) – Regie: Maxim Vallentin (Maxim-Gorki-Theater Berlin)
- 1955: Friedrich Wolf: Das Schiff auf der Donau (Lydia) – Regie: Maxim Vallentin (Maxim-Gorki-Theater Berlin)
- 1955: Erich Blach: Sturmflut (Marie Papke) – Regie: Gerhard Wolfram (Maxim-Gorki-Theater Berlin)
- 1956: Henrik Ibsen: Gespenster (Regine) – Regie: Werner Schulz-Wittan (Maxim-Gorki-Theater Berlin)

## Hörspiele
- 1970: Horst Bastian: Deine Chance zu leben – Regie: Detlef Kurzweg (Hörspiel – Rundfunk der DDR)
- 1979: Alberto Molina: Beerdigung unter Bewachung (Arces Frau) – Regie: Fritz Göhler (Hörspiel – Rundfunk der DDR)

## Synchronisation
| Film                        | Jahr | Rolle     | Darsteller      |
| --------------------------- | ---- | --------- | --------------- |
| Abenteuer mit der Tarnkappe | 1982 | Baba-Jaga | Tatjana Peltzer |